# اكمة الجعراني (السبرة)
اكمة الجعراني محلة تابعة لقرية المنزل، التابعة لعزلة المساعدة بمديرية السبرة إحدى مديريات محافظة إب في الجمهورية اليمنية.، بلغ تعداد سكانها 43 حسب تعداد اليمن لعام 2004.